# Echter Wundklee
Echter Wundklee, Gemeiner Wundklee, Gewöhnlicher Wundklee oder Tannenklee (Anthyllis vulneraria) ist eine Pflanzenart aus der Gattung Wundklee (Anthyllis).
Das Artepipheton vulneraria leitet sich vom lateinischen vulnerarius (= Wund-) ab. Auch der volkstümliche Name Wundklee bzw. „Wundkraut“ verweist auf die Verwendung in der Volksmedizin zur Heilung von Wunden und als Hustenmittel.

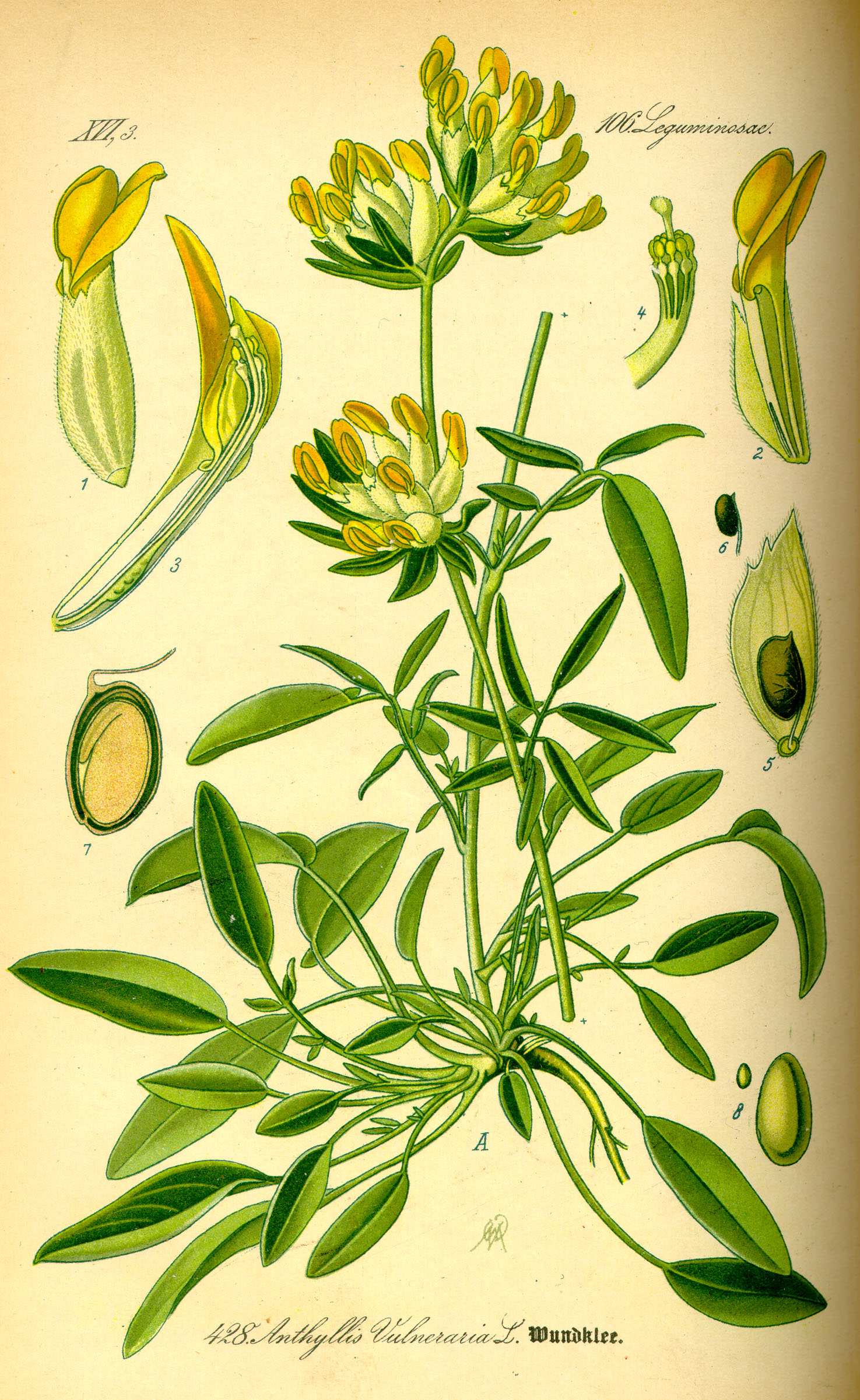
Illustration von Anthyllis vulneraria

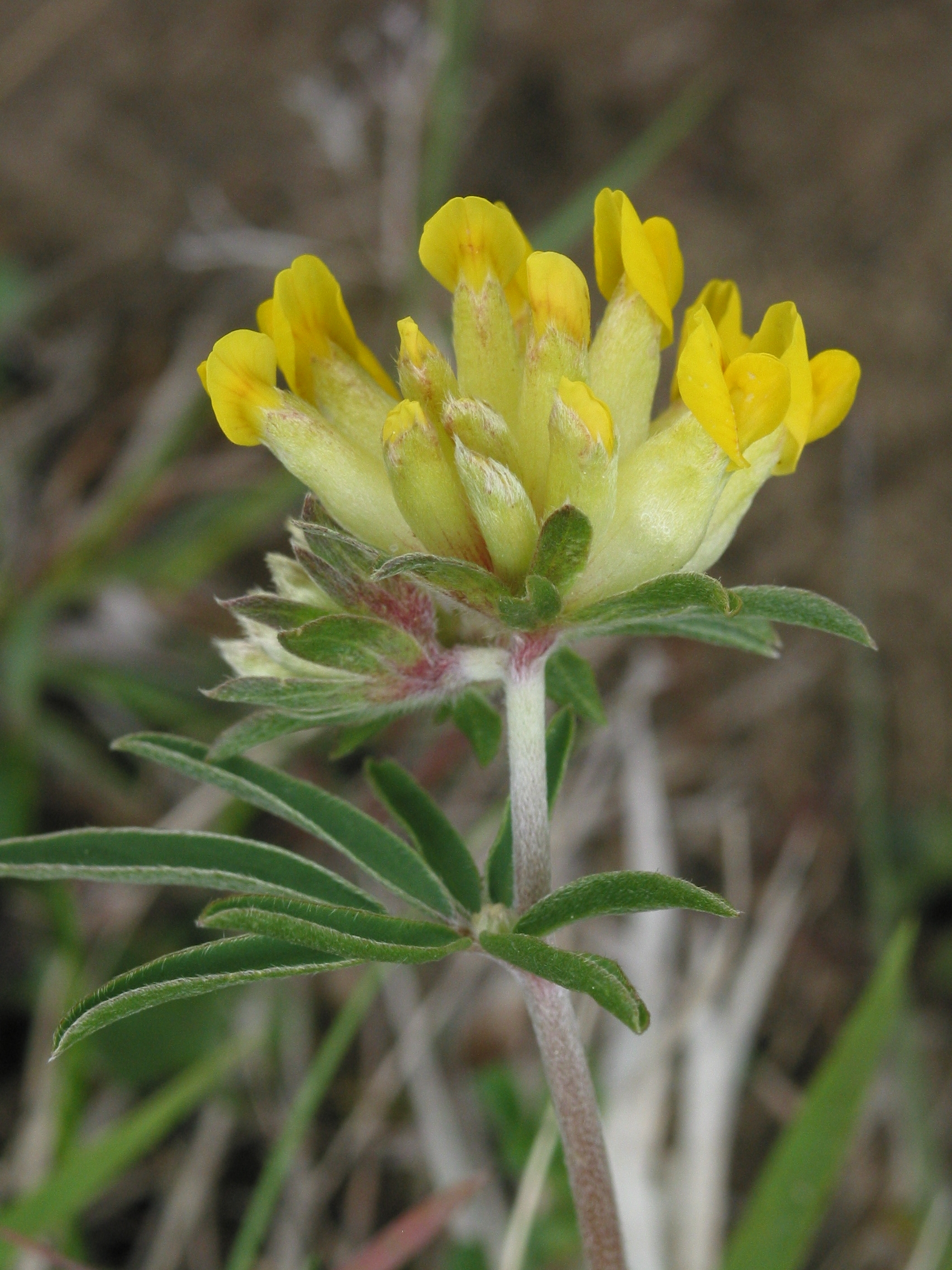
Echter Wundklee (Anthyllis vulneraria)

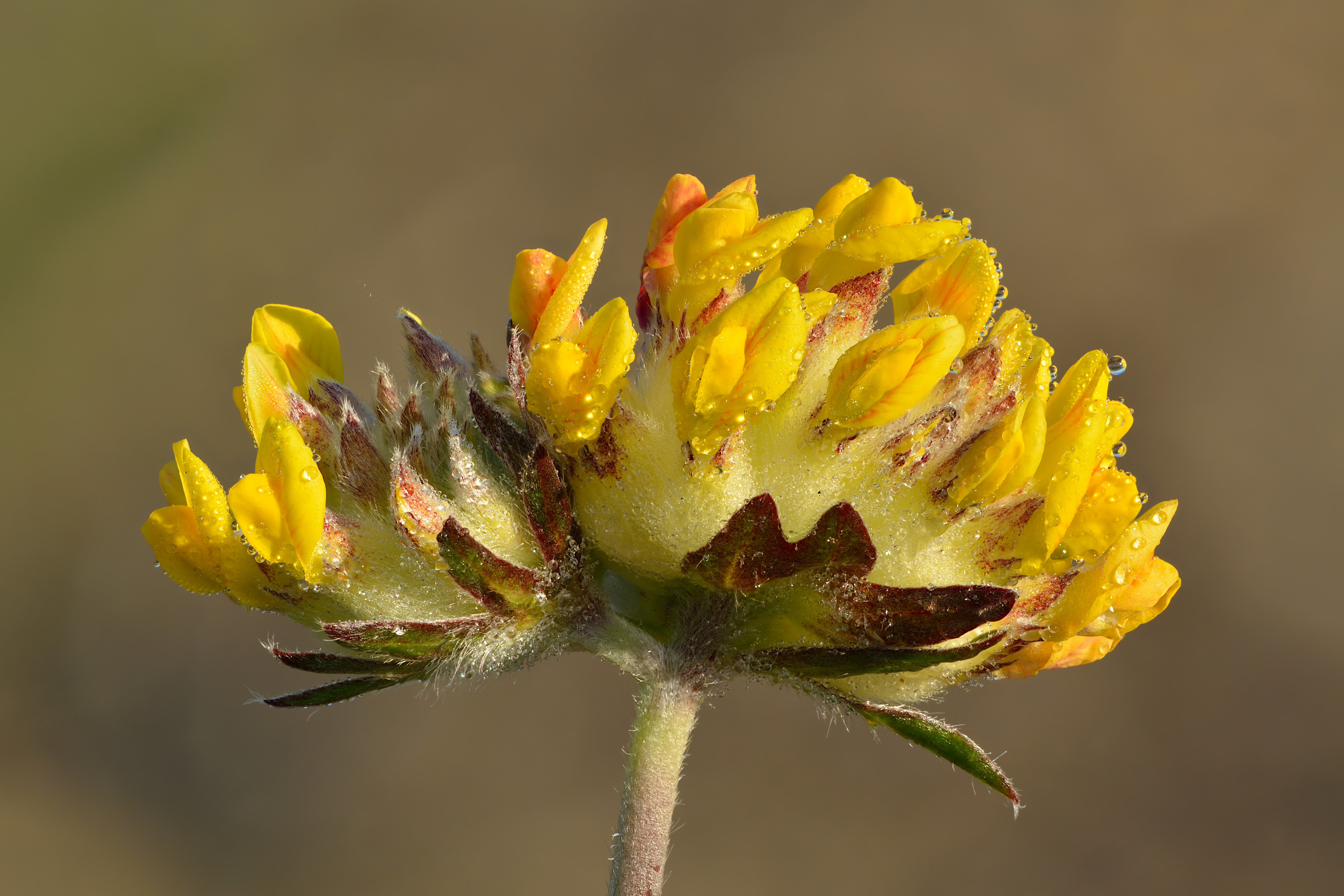
Blütenstand

## Beschreibung

### Vegetative Merkmale
Die mehrjährige, krautige Pflanze erreicht Wuchshöhen von etwa 5 bis 40 Zentimetern. Diese Pflanzenart hat ein kurzes, mehr oder weniger ästiges und vielköpfiges Rhizom und aufsteigende oder aufrechte Stängel.
Die grundständigen Laubblätter haben bis zu vier Blättchenpaare, zur Blütezeit fehlen die Blätter aber bereits oft. Die Endblättchen werden bis zu 8 Zentimeter lang und 2 Zentimeter breit und sind somit merklich größer als die übrigen seitlichen Fiedern. Die Stängelblätter bestehen aus zwei bis sieben Blättchenpaaren. Die Blättchenform ist länglich-elliptisch. Die Nebenblätter sind klein und größtenteils oder ganz zu stängelumfassenden Scheiden verbunden.

### Generative Merkmale
Die Blüten stehen in vielblütigen Blütenköpfen. Die Blüten sind sehr kurz gestielt. Die goldgelbe, je nach Unterart auch hellgelbe, oder orangefarbene bis rote Krone wird zwischen 9 und 19 Millimeter lang. Der weißzottig behaarte Kelch ist 6 bis 17 Millimeter lang; er ist anfangs röhrig-flaschenförmig und seitlich etwas zusammengedrückt, aber nach der Blütezeit aufgeblasen. Die Kelchzähne sind unterschiedlich; die zwei oberen sind eiförmig und zusammenneigend, die unteren drei sind lanzettlich und kürzer. Der mittlere der unteren Kelchzähne ist am kürzesten. Die Blütezeit ist von Juni bis September.
Die Fahne der Schmetterlingsblüte hat eine eiförmig, schräg aufwärts gerichtete Platte und tragt am Grunde zwei sichelförmige Anhängsel. Die Flügel sind nur wenig kürzer als die Fahne und sind etwas länger als das Schiffchen. Die Staubfäden sind zu einer Röhre verbunden und oberwärts verbreitert. Der Fruchtknoten ist deutlich gestielt und trägt einen langen, scharf geknieten, an der Biegungsstelle verdickten Griffel und eine kopfige Narbe. Die Hülse hat einen 2 bis 3 Millimeter langen Stiel, ist schief eiförmig flachgedrückt und scharfkantig. Die Samen sind eiförmig, glatt, glänzend und gelb und grün gescheckt.
Die Chromosomenzahl beträgt 2n = 12 für die Unterarten subsp. vulneraria, subsp. carpatica und subsp. alpicola.

## Taxonomie und Systematik
Der Echte Wundklee wurde 1753 von Carl von Linné in Species Plantarum Band 2, Seite 719 als Anthyllis vulneraria erstbeschrieben.
Der Echte Wundklee ist besonders variabel in Bezug auf Lebensdauer, Verzweigung, Beblätterung und Behaarung der Stängel, Zahl, Größe und Behaarung der Fiederblätter, Behaarung, Größe und Farbe von Kelch und Krone.
Diese sehr formenreiche Art tritt in zahlreichen Unterarten auf, welche noch nicht ausreichend erforscht sind. Weltweit gibt es etwa 47 Unterarten. In Europa kommen etwa 24 verschiedene Unterarten vor. Außerdem gibt es noch Zwischenformen und Hybriden. Hier eine Auswahl der Unterarten:
- Anthyllis vulneraria subsp. alpicola (Brügger) Gutermann (Syn.: Anthyllis vulneraria subsp. alpestris (Kit. ex Schult.) Asch. & Graebn.): Sie kommt in Gesellschaften der Ordnung Seslerietalia, der Klasse Thlaspietea rotundifolii und des Verbands Erico-Pinion vor.[4] Ihr Verbreitungsgebiet umfasst die Länder Spanien, Frankreich, Italien, die Schweiz, Deutschland, Österreich, Ungarn, die frühere Tschechoslowakei, das frühere Jugoslawien, Griechenland, Bulgarien, Rumänien, Polen und die Ukraine.[6] In den Allgäuer Alpen steigt die Unterart am Südwestabfall des Linkerskopfs in Bayern bis zu einer Höhenlage von 2200 Metern auf.[8]
- Anthyllis vulneraria subsp. carpatica (Pant.) Nyman: Sie kommt in Gesellschaften des Verbands Mesobromion vor.[4] Ihr Verbreitungsgebiet umfasst die Länder Frankreich, Großbritannien, Irland, Dänemark, Belgien, Deutschland, die Schweiz, Italien, Österreich, Ungarn, die frühere Tschechoslowakei und das frühere Jugoslawien, Polen und die Ukraine.[6]
- Anthyllis vulneraria subsp. iberica (W. Becker) Cullen; Sie kommt in Portugal, Spanien, Frankreich und Belgien vor.[6]
- Anthyllis vulneraria subsp. maritima (Hagen) Corb.: Sie kommt auf Dünen der Ostseeküste vor und ist eine Charakterart des Verbands Koelerion albescentis.[4] Sie kommt in Deutschland, Dänemark, Schweden, Polen, Russland, Litauen, Lettland, Estland und Belarus vor.[6]
- Anthyllis vulneraria subsp. polyphylla (DC.) Nyman: Sie ist in Mitteleuropa im Flachland die häufigste Unterart.[9] Sie wächst in Mitteleuropa in Gesellschaften des Verbands Cirsio-Brachypodion.[4]
- Anthyllis vulneraria subsp. pseudovulneraria (Sagorski) Cullen: Sie kommt in Mitteleuropa vor.[9]
- Anthyllis vulneraria subsp. pulchella (Vis.) Bornm.: Sie kommt auf der Balkanhalbinsel, in der Ukraine, in Georgien und im Kaukasusraum vor.[6]
- Anthyllis vulneraria subsp. rubriflora (DC.) Arcang. (Syn.: Anthyllis vulneraria subsp. dillenii auct.): Sie kommt in Frankreich, Korsika, auf den Balearen, in Italien, Sardinien, Sizilien, im früheren Jugoslawien, in Albanien, Griechenland, Kreta, in der Ägäis, in der Türkei und im Gebiet von Israel und Jordanien und im Gebiet von Libanon und Syrien vor.[6]
- Anthyllis vulneraria subsp. versicolor (Sagorski) Gutermann: Sie kommt in Mitteleuropa in Südtirol vor.[9]
- Anthyllis vulneraria subsp. vulneraria: Sie gedeiht in Gesellschaften der Ordnungen Brometalia, Violetalia calaminariae und der Ordnung Erico-Pinion.[4] Die ökologischen Zeigerwerte nach Landolt et al. 2010 sind für diese Unterart in der Schweiz: Feuchtezahl F = 1+ (trocken), Lichtzahl L = 4 (hell), Reaktionszahl R = 4 (neutral bis basisch), Temperaturzahl T = 4 (kollin), Nährstoffzahl N = 2 (nährstoffarm), Kontinentalitätszahl K = 2 (subozeanisch).[10]

## Bilder

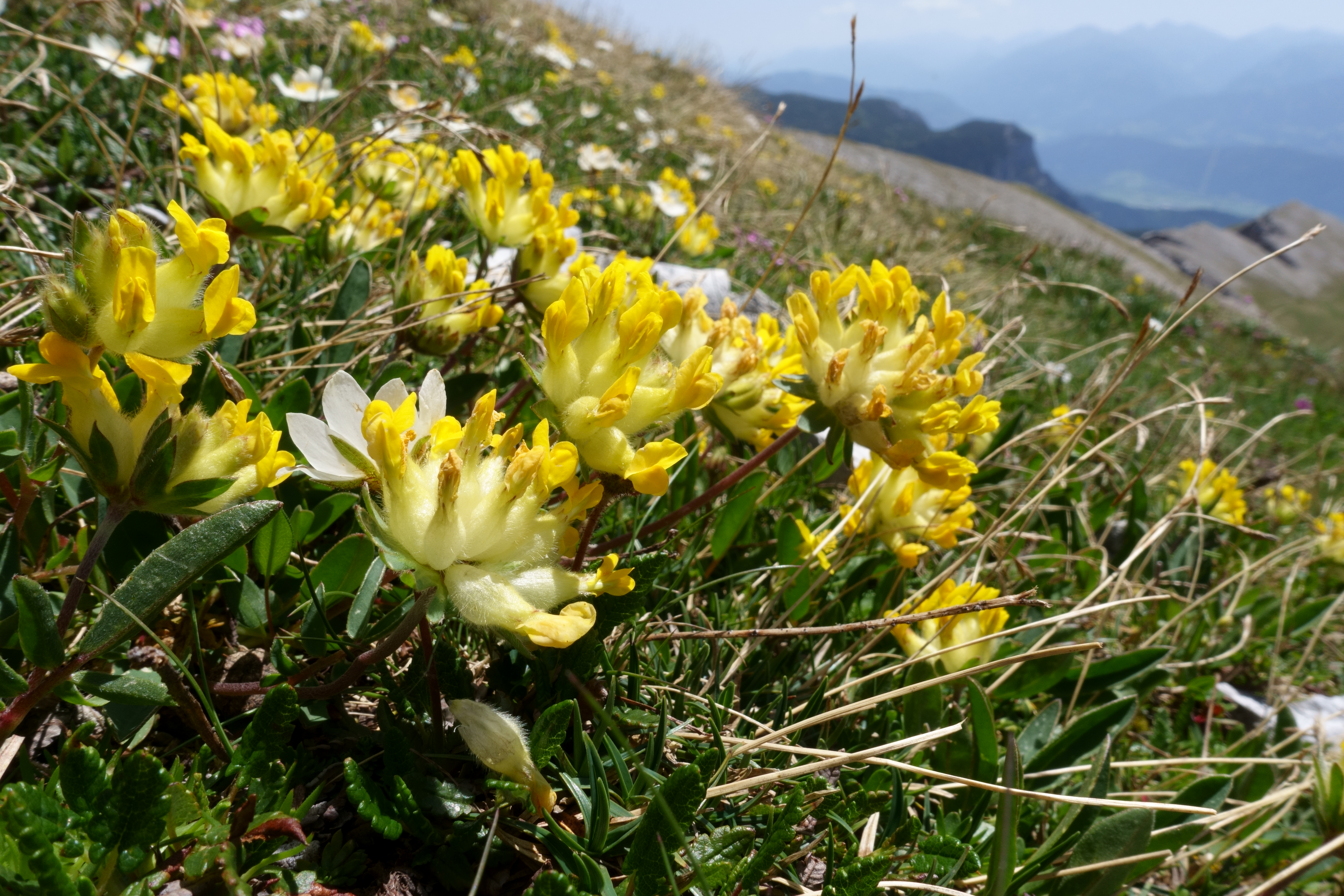
Alpen-Wundklee (Anthyllis vulneraria subsp. alpicola)
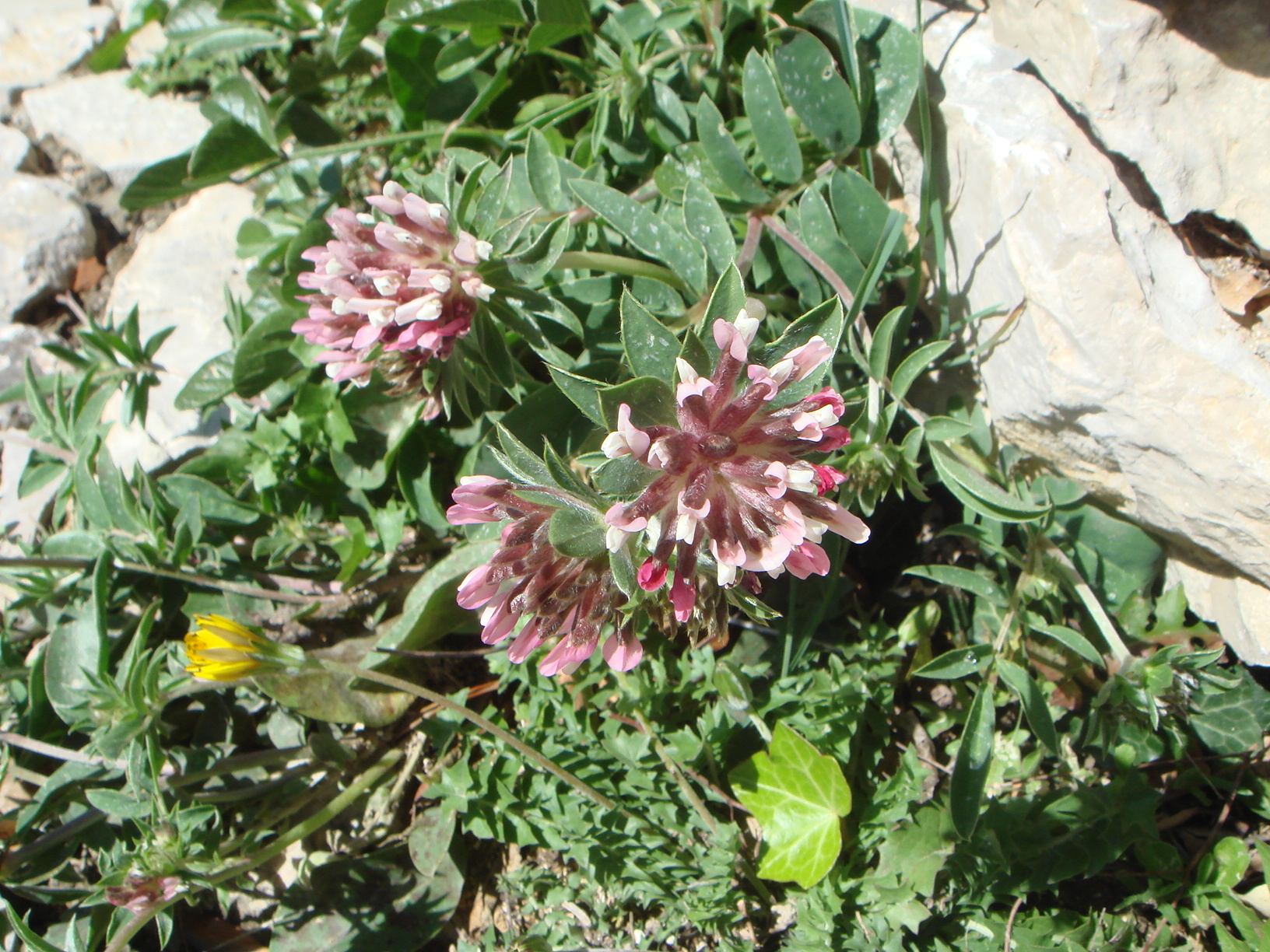
Anthyllis vulneraria subsp. iberica
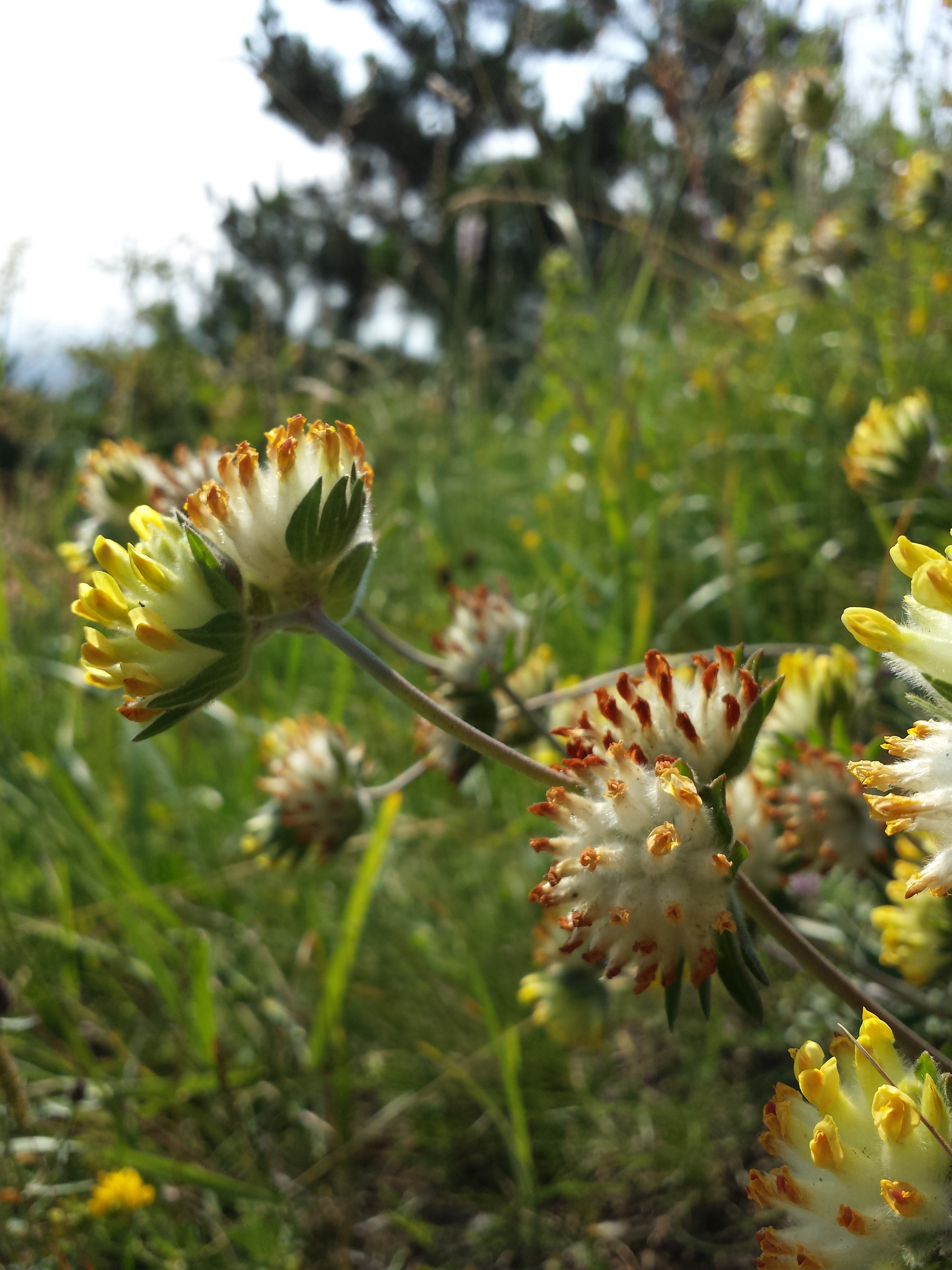
Steppen-Wundklee (Anthyllis vulneraria subsp. polyphylla)
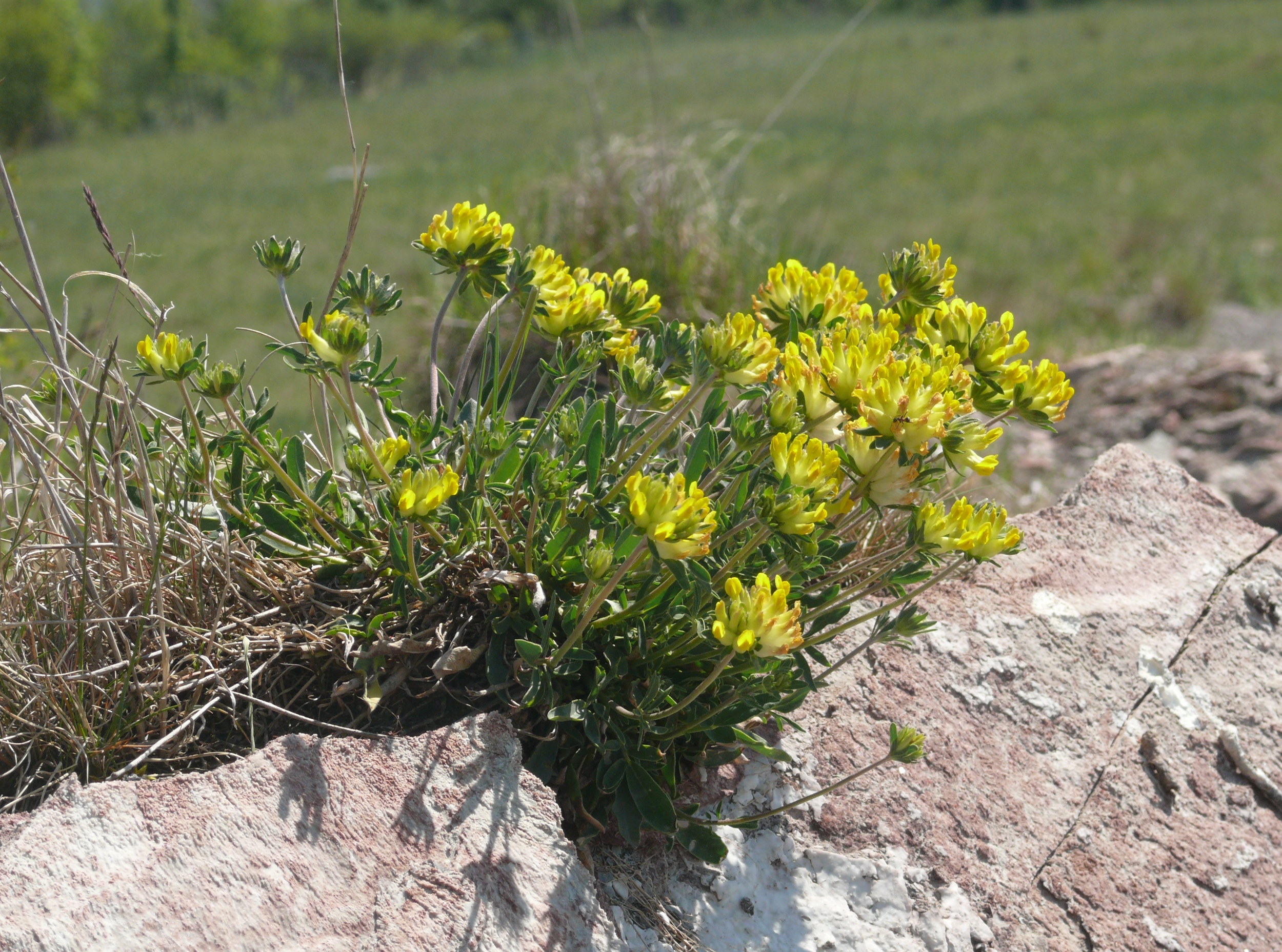
Anthyllis vulneraria ssp. pseudovulneraria
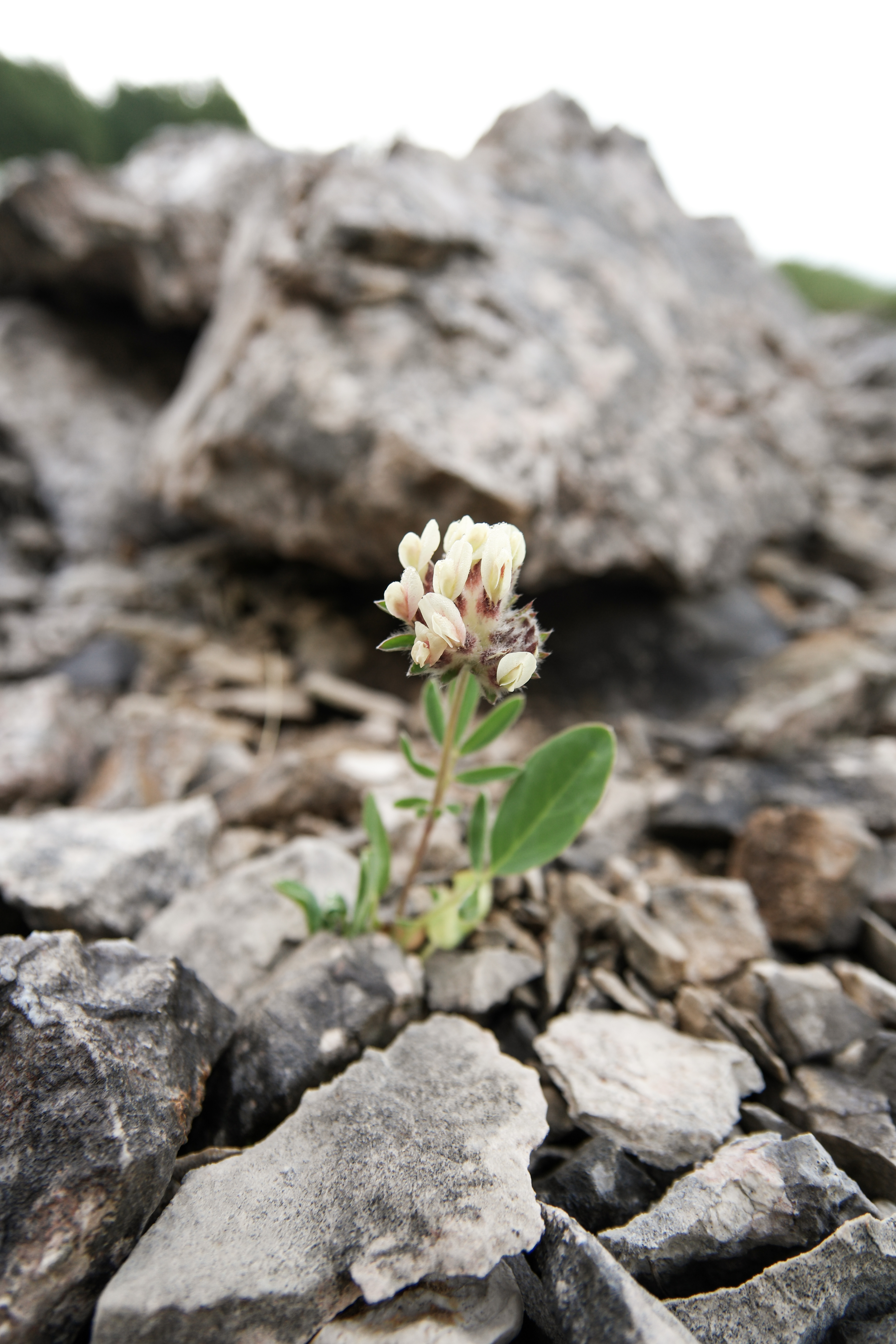
Anthyllis vulnearia subsp. pulchella
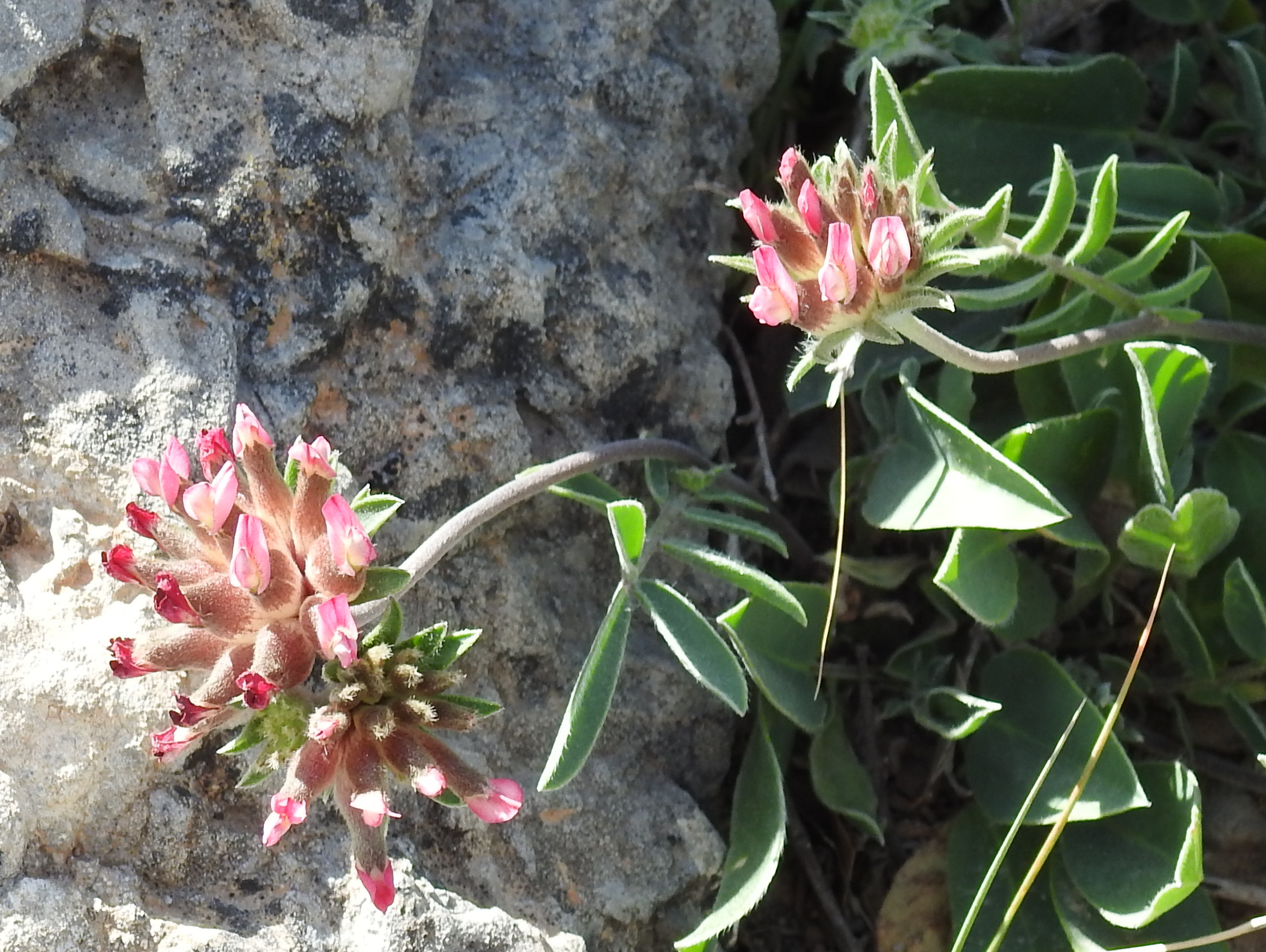
Anthyllis vulneraria subsp. rubriflora
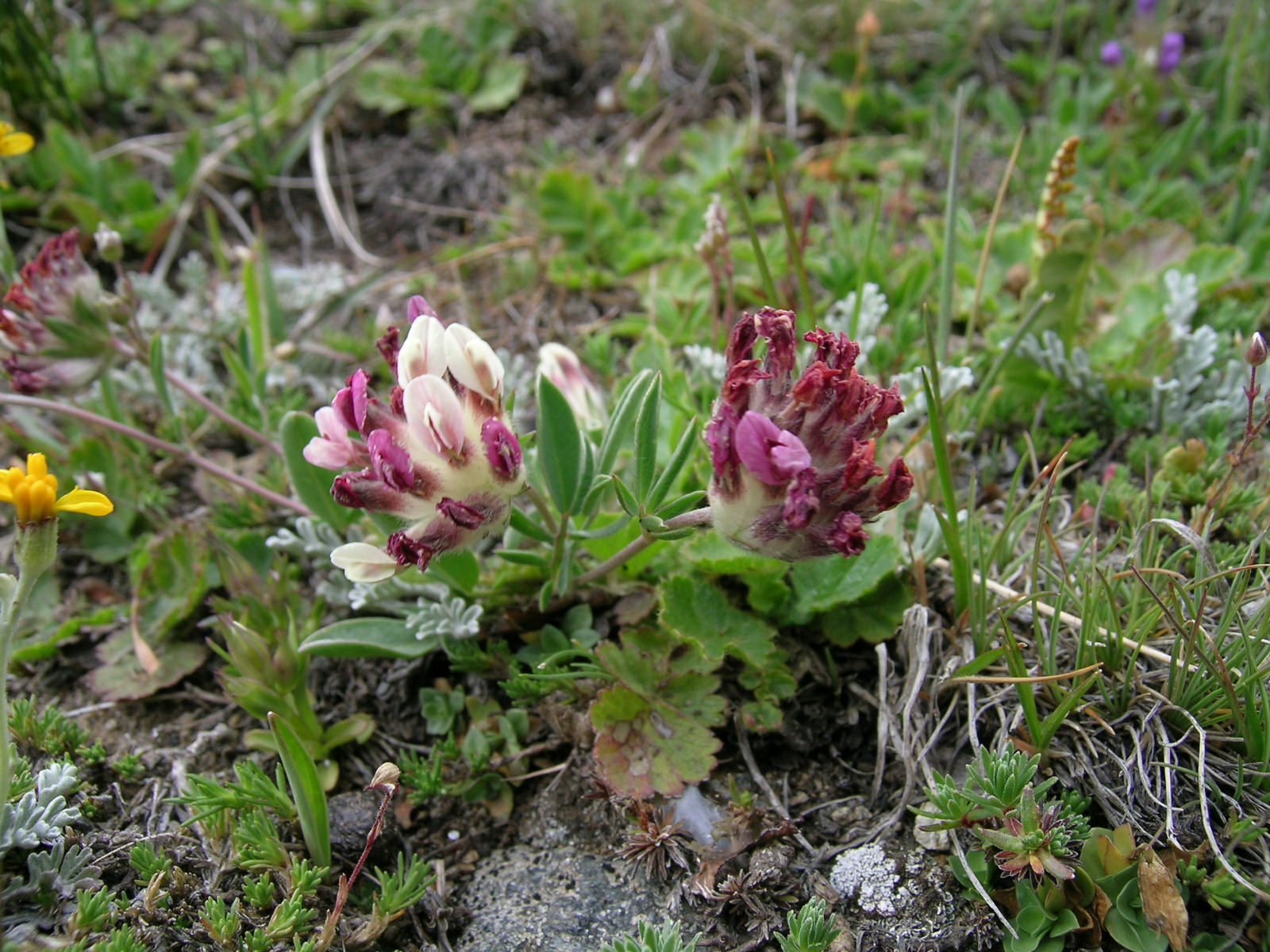
Anthyllis vulneraria subsp. valesiaca

## Vorkommen
Das Verbreitungsgebiet des Echten Wundklees umfasst ganz Europa sowie Nordafrika und Vorderasien. Als Standort werden Trockenwiesen und Halbtrockenrasen, Wegränder, Böschungen, Steinbrüche aber auch Küstendünen bevorzugt. Vor allem auf kalkhaltigen Böden. Die Pflanze wächst von der Ebene bis in alpine Regionen.

## Ökologie

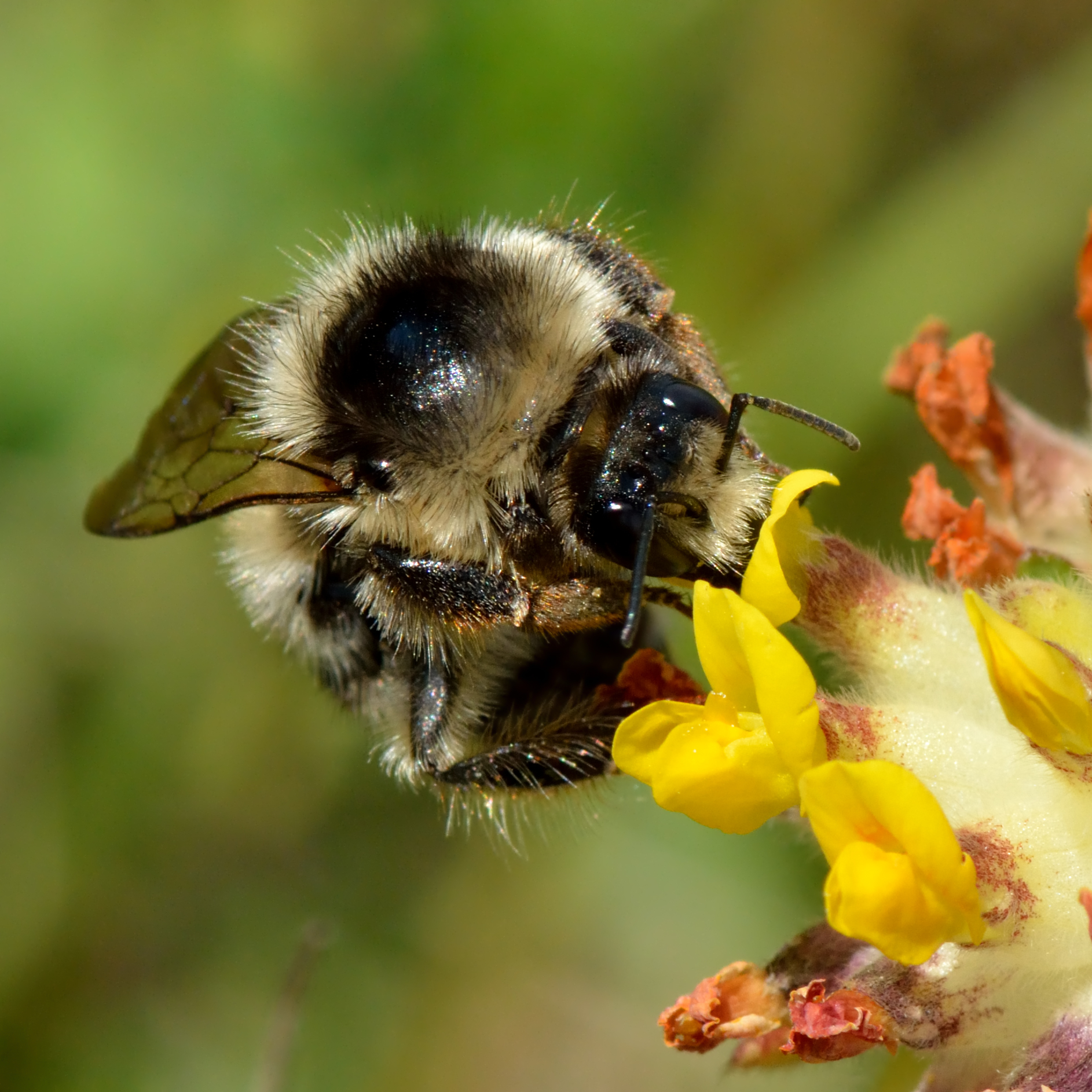
Bestäubung durch Bombus sylvarum

Die Pflanze gehört als Tiefwurzler, sowie durch die Wurzelknöllchen mit Luftstickstoff bindenden Bakterien, zu den wichtigsten Rohbodenfestigern bzw. -pionieren. Diese Pflanze wird auf Erdabrissen und Lawinenanrissen, auf Straßenböschungen vielfach angebaut. Die Pflanze selbst ist düngerfeindlich und ihre Verbreitung nimmt durch Eutrophierung und Rückgang der Schafweide ab. Die Tieflandform des Echten Wundklees ist eine gute Futterpflanze für Vieh.
Alle zehn Staubblätter sind trotz Nektarbildung zu einer Röhre verwachsen, die somit nur langrüsseligen Insekten wie Hummeln oder Schmetterlingen zugänglich ist. Die Blüte besitzt einen Pumpmechanismus: Beim Herunterdrücken des Schiffchens durch den Bestäuber wird durch den Griffelkolben der Pollen entleert. Die Narbe ist erst nach dem Abwetzen der zarten Oberflächenzellen klebrig.
Die relativ leichten ein- bis zweisamigen Nüsse sind im trockenen Kelch eingehüllt und werden vor allem durch den Wind verbreitet. Die Fruchtreife erfolgt von Juli bis Oktober.

## Ethnobotanik und Volksmedizin
Aufgrund des Gehalts an Saponinen und Gerbstoffen standen die Blüten in hohem Ansehen und wurden zur Behandlung von Wunden und Geschwüren benutzt. Eventuell geht der Gebrauch auf die Signaturenlehre zurück, da die Blüten oft rot überlaufen sind. In der Anthroposophischen Medizin wird er zur Wundbehandlung angewendet.
Der Echte Wundklee galt auch als Zauberkraut. In die Wiege gelegt sollte er kleine Kinder vor dem „Verschreien“ (= Verhexen) beschützen, wovon sich auch der Name Schreiklee ableitet.
Die vielen Volksnamen spiegeln den Bekanntheitsgrad der Pflanze wider: Schöpfli, Wollklee, Bärenpratzen, Hasenklee, Katzenklee, Katzenbratzerl, Katzentapen, Muttergottes-Schühlein, Frauenkapperl, Taubenkröpferl, Tannenklee. Weitere volkstümliche Namen sind Apothekerklee, Bärenklee, Bartklee, Gelber Klee, Goldknopf, Kretzenkraut, Russischer Klee, Schafszähn, Sommerklee und Watteblume.
Weitere Volksnamen sind oder waren, zum Teil nur regional, auch die Bezeichnungen Bädönikli (Schaffhausen), Bärndazen (Zillertal), Bergkraut (Ostpreußen, Kurland), Berufkraut (Schlesien), wilde Bohnen, Fräulischlössli (Graubünden), Frauenkäppeln (Lechrain), Frauenschuhli (Luzern, Bern), Frauenthrän (Luzern, Bern), Gichtbleamen (Siebenbürgen), geeler Hasenklee, Hendelweis (Schlesien), Hergött-Schühalein, Iven, Kanferkrut, Katzendöpli (Luzern), Katzendapen in (Hossingen) (Schwäbische Alb) , Weißer Katzenklee, Unser Frauen Krapflein (Zillertal), Trän (Luzern, Entlebuch), Wollblume (Mähren, Pommern, Schlesien), Wollklee (Berner Oberland), Wundklee (Schlesien), Wundkraut (Bern), Wundwurz und Zehali (St. Gallen bei Werdenberg).